# Comuna Mașcea, Kostopil
Mașcea (în ucraineană Маща) este o comună în raionul Kostopil, regiunea Rivne, Ucraina, formată din satele Hlajova, Kameana Hora, Mașcea (reședința) și Novîi Berestoveț.

## Demografie
Componența lingvistică a comunei Mașcea
     Ucraineană (99,24%)
     Alte limbi (0,76%)
Conform recensământului din 2001, majoritatea populației comunei Mașcea era vorbitoare de ucraineană (99,24%), existând în minoritate și vorbitori de alte limbi.